# Orange (Virginia)
Orange is een plaats (town) in de Amerikaanse staat Virginia, en valt bestuurlijk gezien onder Orange County.

## Demografie
Bij de volkstelling in 2000 werd het aantal inwoners vastgesteld op 4123.
In 2006 is het aantal inwoners door het United States Census Bureau geschat op 4536, een stijging van 413 (10,0%).

## Geografie
Volgens het United States Census Bureau beslaat de plaats een oppervlakte van
8,4 km², geheel bestaande uit land. Orange ligt op ongeveer 152 m boven zeeniveau.

## Plaatsen in de nabije omgeving
De onderstaande figuur toont nabijgelegen plaatsen in een straal van 32 km rond Orange.

## Geboren
- Patrick Kilpatrick (20 augustus 1949), acteur en filmproducent, filmregisseur en scenarioschrijver